# Lop Nor

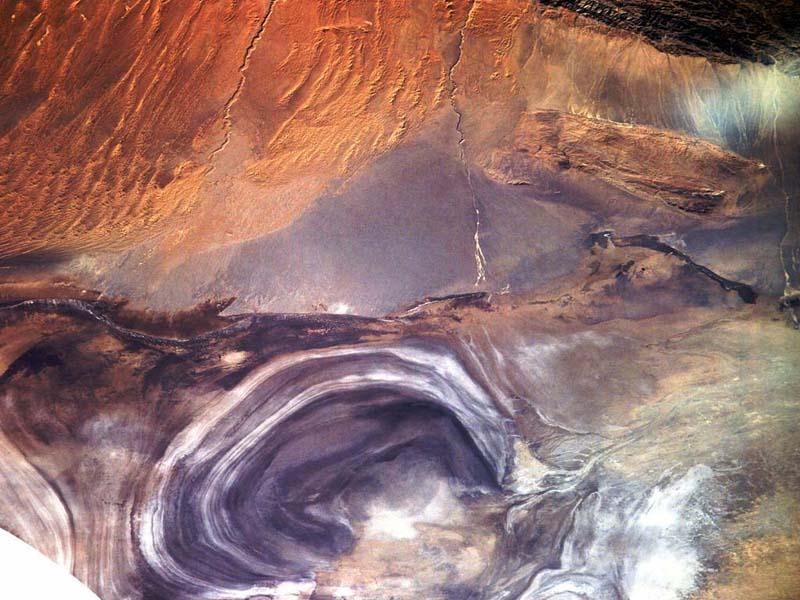
Deserto Lop Nor, Sinquião, China: Imagem de satélite das linhas em hélice do antigo mar Lop Nor.

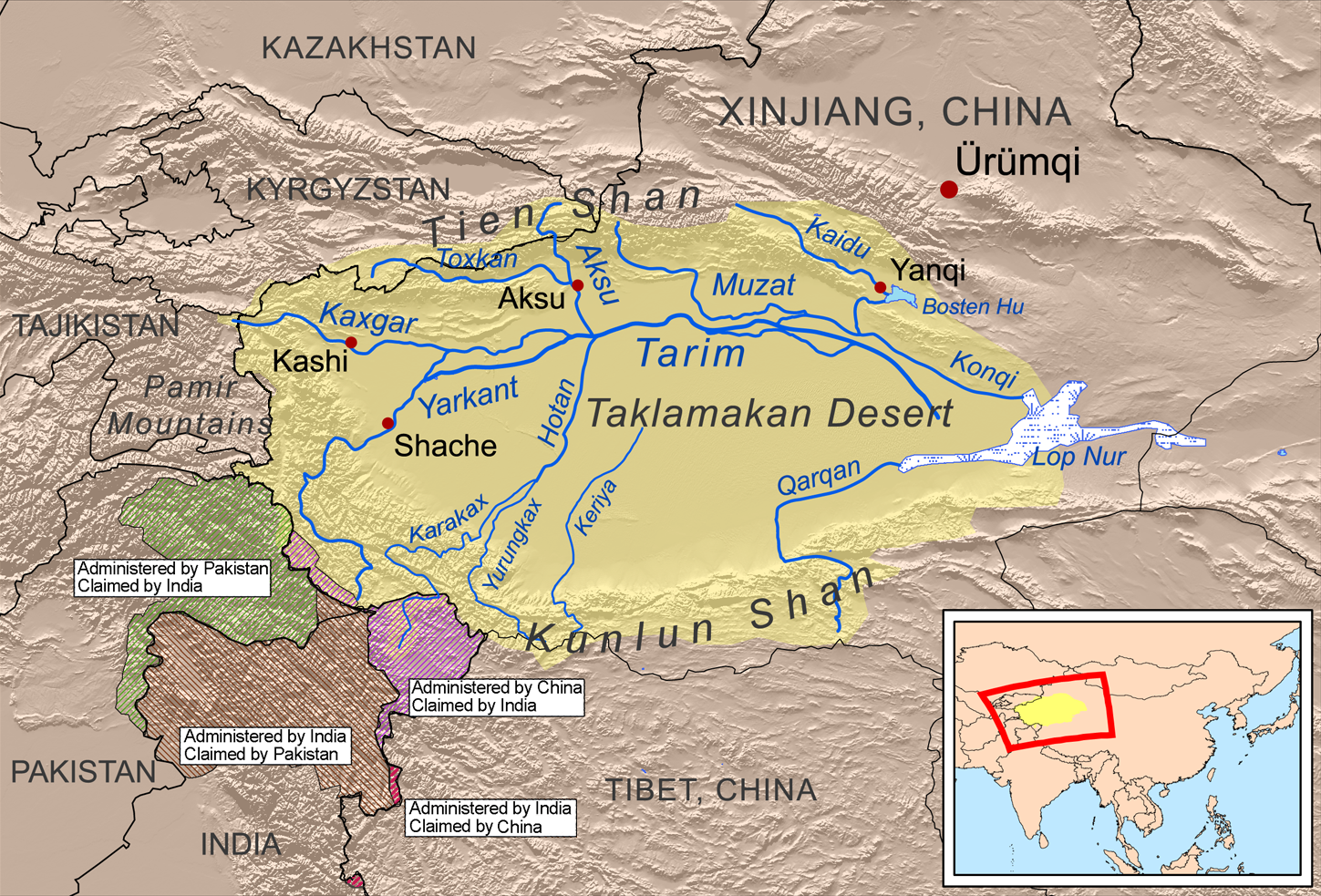
Lop Nor no extremo leste da Bacia do Tarim.

Lop Nor ou Lop Nur ("Lago Lop"; alternativamente Lop Nuur = Lop Nur = Lob-nor = Lo-pu po = Lago Taitema, nos Anais Han: P'u-ch'ang Hai = Lou-lan Hai = Yen-tse) é um grupo de pequenos, e hoje em dia sazonais, lagos salgados e pântanos entre o deserto de Taklamakan e o deserto de Gobi, a sul das montanhas Kuruktag, na esquina sudeste da Região Autónoma Uigur de Sinquião, no noroeste da República Popular da China, e centrados em 40° 24′ N, 90° 48′ L.
O Lop Nor é o local de teste nucleares chineses : 45 explosões atómicas foram aí efectuadas entre 1964 e 1996, das quais 23 na atmosfera, a última das quais em 1980.
O Rio Tarim desagua no Lop Nor.